# Arhodia subpurpurea
Arhodia subpurpurea är en fjärilsart som beskrevs av Walker 1860. Arhodia subpurpurea ingår i släktet Arhodia och familjen mätare. Inga underarter finns listade i Catalogue of Life.